# كيسي شورت
كيسي شورت (بالإنجليزية: Casey Short)‏ (23 أغسطس 1990 بنابرفيل في الولايات المتحدة - ) هي لاعبة كرة قدم أمريكية في مركز الدفاع. شاركت مع منتخب الولايات المتحدة تحت 20 سنة للسيدات لكرة القدم. أما مع النوادي، فقد لعبت مع بوسطن بريكرز وشيكاغو رد ستارز ونادي أفالدسنيس.

## وصلات خارجية
- كيسي شورت على موقع اتحاد النرويج (النرويجية)
- كيسي شورت على موقع قاعدة بيانات كرة القدم.إي يو (الإنجليزية)
- كيسي شورت على موقع Soccerway.com (الإنجليزية)
- كيسي شورت على موقع عالم كرة القدم.نت (الإنجليزية)
- كيسي شورت على موقع اللجنة الأولمبية الدولية (الإنجليزية)
- كيسي شورت على موقع أوليمبيديا (الإنجليزية)
- كيسي شورت على موقع اللجنة الأولمبية والبارالمبية الأمريكية (الإنجليزية)